# Adolfo López Rubio
Adolfo López Rubio fue un escenógrafo e historietista español, más conocido por el estudio que dirigía y en el que se foguearon muchos dibujantes jóvenes.

## Biografía
Realizó los decorados de las películas El pozo de los enamorados y El otro Fu Manchú de Ramón Barreiro.
Fundó posteriormente el estudio homónimo, donde se produjeron a destajo multitud de tebeos para diversas editoriales españolas.